# دومین SH3
دومین SH3 (انگلیسی: SH3 domain) یک دومین پروتئین کوچک متشکل از ۶۰ ریشهٔ آمینواسیدی است. در آغاز، این دومین به‌صورت یک توالی محافظت‌شده در پروتئین وفق‌دهنده ترارسانی پیام در ویروس «v-Crk» توصیف شد. دومین SH3 در مولکول‌های فسفولیپاز و چندین تیروزین کیناز سیتوپلاسمی همچون ABL1 و تیروزین-پروتئین کیناز CSK موجود است. علاوه بر اینها، دومین SH3 در چندین خانوادهٔ پروتئینی نظیر PI-3K، اَبَـرخانوادهٔ Ras و همچنین RASA1، Cdc25 و CDC24 دیده می‌شود. این دومین در ساختار پروتئین‌هایی که مسیرهای سیگنالینگ تنظیم‌کنندهٔ چارچوب یاخته نقش دارند و در پروتئین‌های Ras و CSK حضور دارد. در حدود ۳۰۰ دومین SH3 در پروتئین‌هایی که توسط ژنوم انسان کدگذاری می‌شوند یافت شده‌است. این دومین در تعامل پروتئین-پروتئین در جریان ترارسانی پیام نقش دارد و تعامل‌های شیمیایی پروتئین‌هایی را که در سیگنالینگ سیتوپلاسمی مؤثرند نیز تنظیم می‌کند.